# Little Trouble Girl
«Little Trouble Girl» es una canción y un sencillo de la banda Sonic Youth, publicado en mayo de 1996 por el sello Geffen Records. Es el segundo sencillo perteneciente al álbum Washing Machine, y sus demás temas dependen del formato en que fue lanzado, ya sea 12" o CD5.

## Lista de canciones
| Formato 12" |                                    |          |  |
| N.º         | Título                             | Duración |  |
| 1.          | «Little Trouble Girl» (versión LP) | 4:29     |  |
| 2.          | «My Arena»                         | 2:19     |  |
| 3.          | «The Diamond Sea» (editada)        | 5:15     |  |
| 12:03       |                                    |          |  |

Esta versión contiene dos canciones del sencillo anterior The Diamond Sea.
| Formato CD5 |                                              |          |  |
| N.º         | Título                                       | Duración |  |
| 1.          | «Little Trouble Girl» (versión LP)           | 4:29     |  |
| 2.          | «Little Trouble Girl» (versión instrumental) | 3:56     |  |
| 3.          | «Terry's Carrot» (editada)                   | 5:15     |  |
| 12:03       |                                              |          |  |

El último tema corresponde a una improvisación inédita grabada en estudio.

## Estadísticas
| «Little Trouble Girl» (1996) | «Little Trouble Girl» (1996) |
| Estadística                  | Posición                     |
| ---------------------------- | ---------------------------- |
| UK Singles Chart             | No. 85                       |